# Arvigna
Arvigna est une commune française, située dans le département de l'Ariège en région Occitanie.
Localisée dans le nord-est du département, la commune fait partie, sur le plan historique et culturel, du pays d'Olmes, haut lieu de la tragédie cathare alliant des paysages d'une extrême diversité. Exposée à un climat océanique altéré, elle est drainée par le  Douctouyre et par divers autres petits cours d'eau. La commune possède un patrimoine naturel remarquable : un site Natura 2000 (« Garonne, Ariège, Hers, Salat, Pique et Neste ») et quatre zones naturelles d'intérêt écologique, faunistique et floristique.
Arvigna est une commune rurale qui compte 237 habitants en 2022, après avoir connu une forte hausse de la population depuis 1975. Elle fait partie de l'aire d'attraction de Pamiers. Ses habitants sont appelés les Arvignanais ou Arvignanaises.

## Géographie

### Localisation
- 1Carte dynamique
- 2Carte OpenStreetMap
- 3Carte topographique
- 4Carte avec les communes environnantes

La commune d'Arvigna se trouve dans le département de l'Ariège, en région Occitanie.
Sur le plan historique et culturel, Arvigna fait partie du pays d'Olmes, haut lieu de la tragédie cathare alliant des paysages d'une extrême diversité.
Elle se situe à 15 km à vol d'oiseau de Foix, préfecture du département, et à 12 km de Pamiers, sous-préfecture.
Les communes les plus proches sont : 
Les Issards (1,7 km), Vira (2,5 km), Calzan (2,8 km), Les Pujols (3,0 km), Rieucros (3,7 km), Malléon (3,8 km), Viviès (4,1 km), Coussa (4,3 km).
| Les Pujols | Les Issards | Rieucros |
| Coussa     | Arvigna     | Vira     |
| Ségura     | Malléon     | Calzan   |

### Géologie et relief
La commune est située dans le Bassin aquitain, le deuxième plus grand bassin sédimentaire de la France après le Bassin parisien. Les terrains affleurants sur le territoire communal sont constitués de roches sédimentaires datant du Cénozoïque, l'ère géologique la plus récente sur l'échelle des temps géologiques, débutant il y a 66 millions d'années. La structure détaillée des couches affleurantes est décrite dans la feuille « n°1057 - Pamiers » de la carte géologique harmonisée au 1/50 000ème du département de l'Ariège, et sa notice associée.
La superficie cadastrale de la commune publiée par l’Insee, qui sert de références dans toutes les statistiques, est de 8,6 km2,. La superficie géographique, issue de la BD Topo, composante du Référentiel à grande échelle produit par l'IGN, est la même. Son relief est relativement accidenté puisque la dénivelée maximale atteint 211 mètres. L'altitude du territoire varie entre 279 m et 490 m.

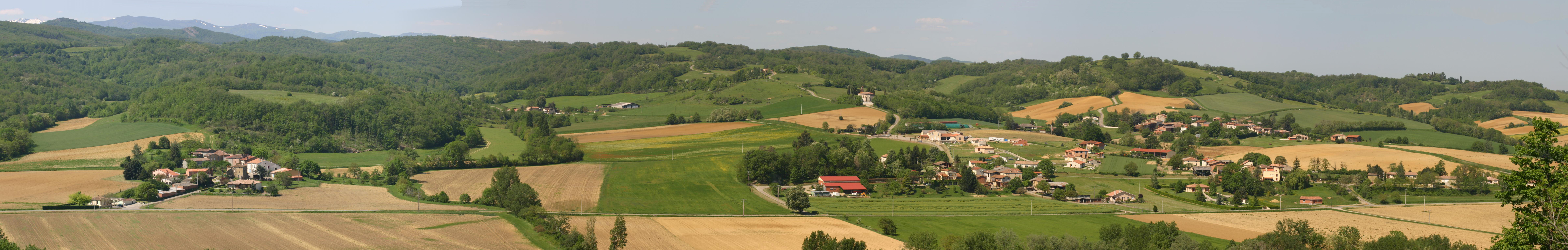
Panorama d'Arvigna depuis Pecho

### Climat
Pour des articles plus généraux, voir Climat de l'Occitanie et Climat de l'Ariège.
En 2010, le climat de la commune est de type climat méditerranéen altéré, selon une étude s'appuyant sur une série de données couvrant la période 1971-2000. En 2020, Météo-France publie une typologie des climats de la France métropolitaine dans laquelle la commune est exposée à un climat de montagne et est dans la région climatique Pyrénées centrales, caractérisée par une pluviométrie annuelle de 1 000 à 1 200 mm.
Pour la période 1971-2000, la température annuelle moyenne est de 12,8 °C, avec une amplitude thermique annuelle de 15,6 °C. Le cumul annuel moyen de précipitations est de 824 mm, avec 9,6 jours de précipitations en janvier et 5,8 jours en juillet. Pour la période 1991-2020, la température moyenne annuelle observée sur la station météorologique la plus proche, située sur la commune de Roquefort-les-Cascades à 11 km à vol d'oiseau, est de 12,7 °C et le cumul annuel moyen de précipitations est de 1 101,5 mm,. Pour l'avenir, les paramètres climatiques de la commune estimés pour 2050 selon différents scénarios d'émission de gaz à effet de serre sont consultables sur un site dédié publié par Météo-France en novembre 2022.

### Milieux naturels et biodiversité

#### Réseau Natura 2000

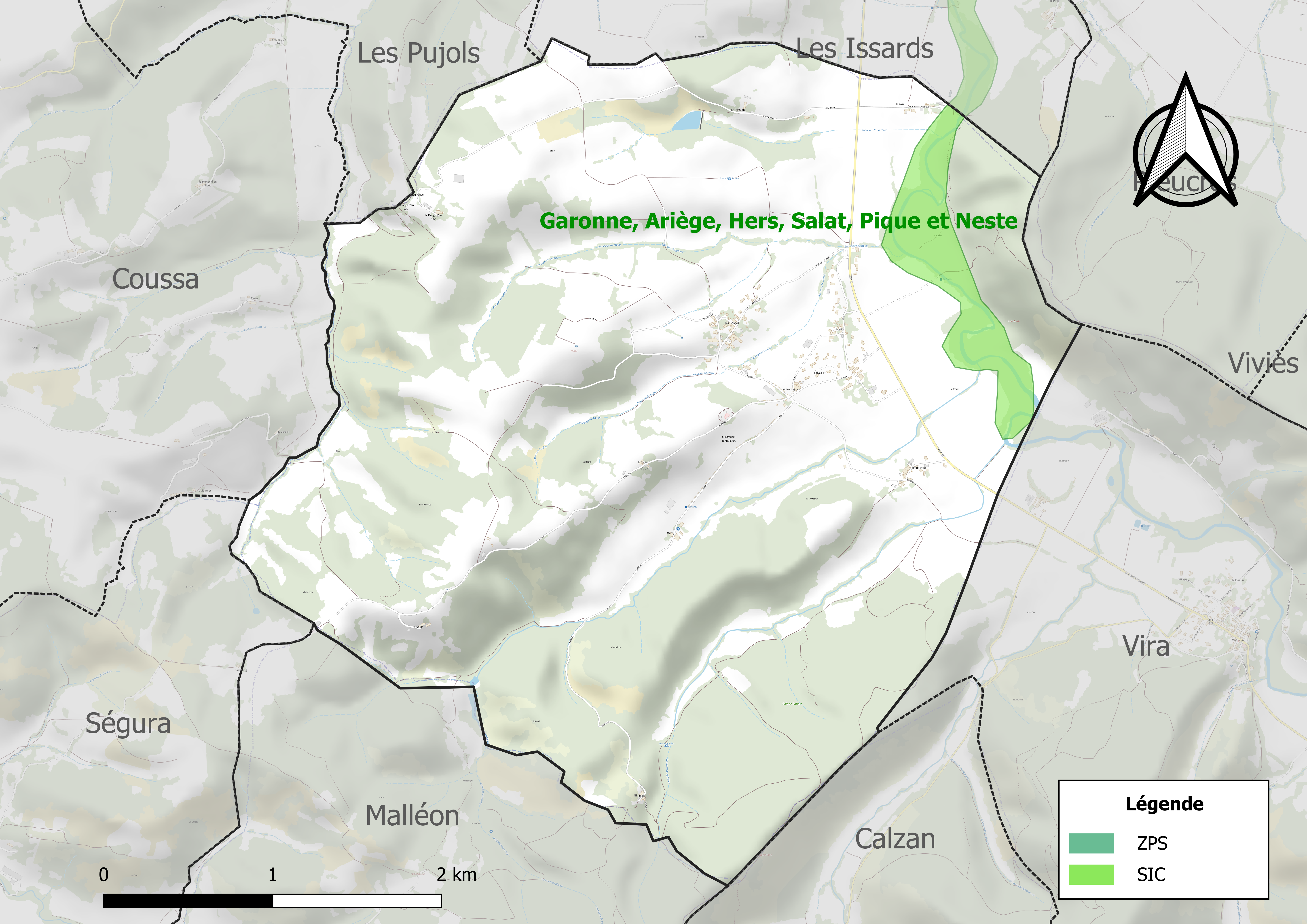
Site Natura 2000 sur le territoire communal.

Le réseau Natura 2000 est un réseau écologique européen de sites naturels d'intérêt écologique élaboré à partir des directives habitats et oiseaux, constitué de zones spéciales de conservation (ZSC) et de zones de protection spéciale (ZPS).
Un site Natura 2000 a été défini sur la commune au titre de la directive habitats : « Garonne, Ariège, Hers, Salat, Pique et Neste », d'une superficie de 9 581 ha, un réseau hydrographique pour les poissons migrateurs, avec des zones de frayères actives et potentielles importantes pour le Saumon en particulier qui fait l'objet d'alevinages réguliers et dont des adultes atteignent déjà Foix sur l'Ariège.

#### Zones naturelles d'intérêt écologique, faunistique et floristique
L’inventaire des zones naturelles d'intérêt écologique, faunistique et floristique (ZNIEFF) a pour objectif de réaliser une couverture des zones les plus intéressantes sur le plan écologique, essentiellement dans la perspective d’améliorer la connaissance du patrimoine naturel national et de fournir aux différents décideurs un outil d’aide à la prise en compte de l’environnement dans l’aménagement du territoire.
Deux ZNIEFF de type 1 sont recensées sur la commune :
le « cours de l'Hers » (891 ha), couvrant 41 communes dont 32 dans l'Ariège, 7 dans l'Aude et 2 dans la Haute-Garonne, et 
le « massif du Crieu » (8 998 ha), couvrant 15 communes du département
et deux ZNIEFF de type 2, : 
- les « coteaux du Palassou » (26 749 ha), couvrant 48 communes dont 43 dans l'Ariège et 5 dans l'Aude[25] ;
- « l'Hers et ripisylves » (1 417 ha), couvrant 41 communes dont 32 dans l'Ariège, 7 dans l'Aude et 2 dans la Haute-Garonne[26].

Carte des ZNIEFF de type 1 et 2 à Arvigna.
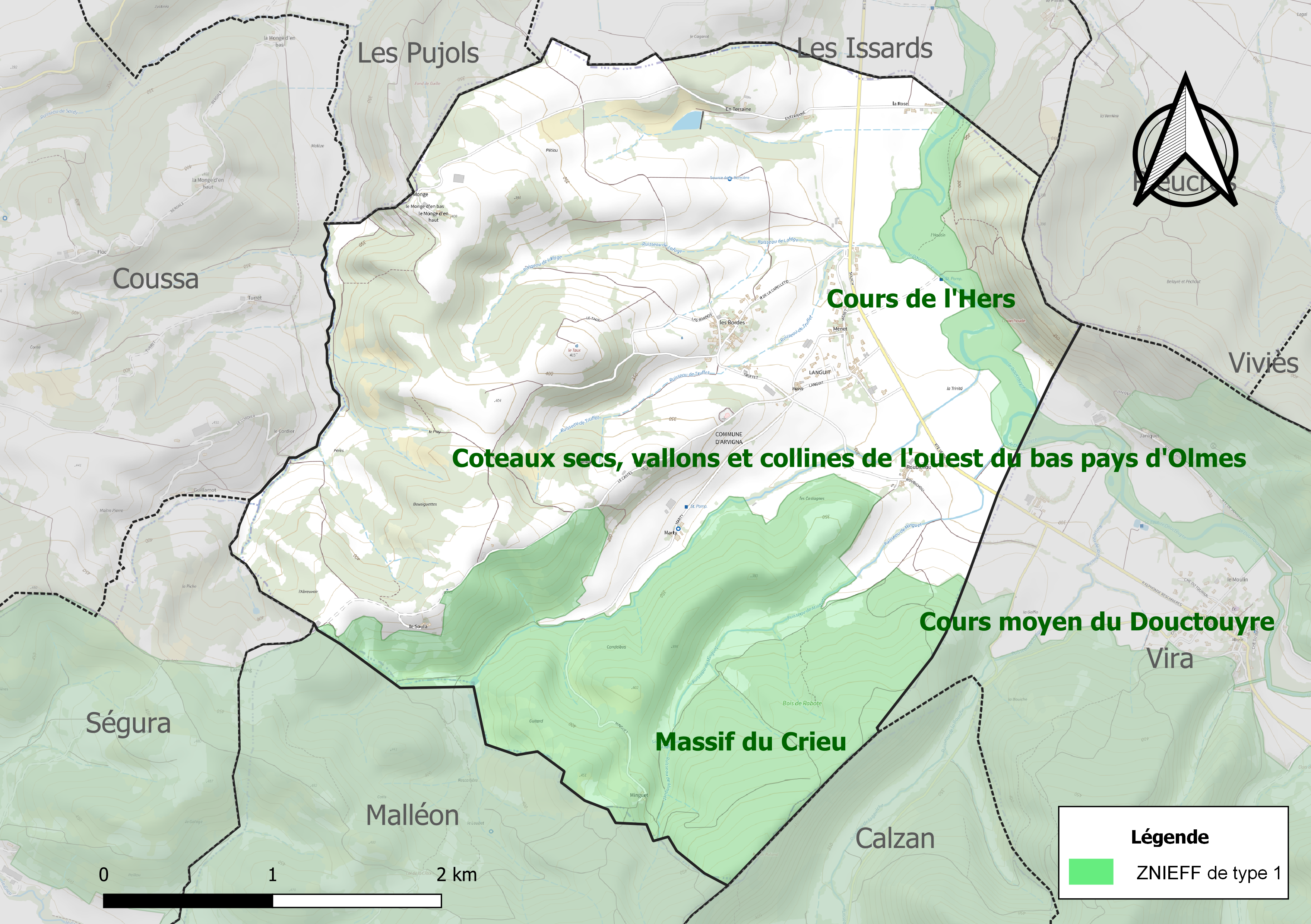
Carte des ZNIEFF de type 1 sur la commune.
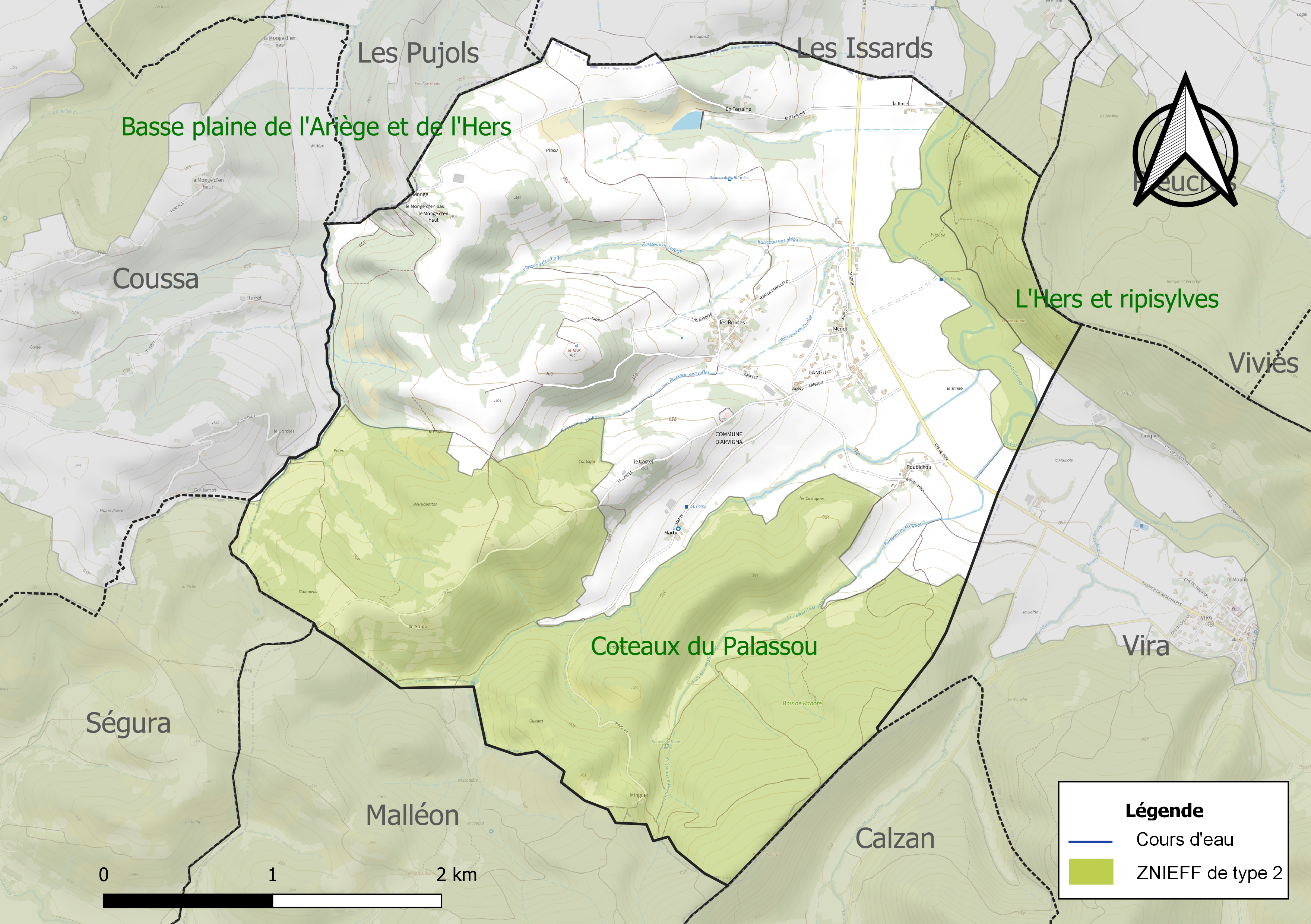
Carte des ZNIEFF de type 2 sur la commune.

## Urbanisme

### Typologie
Au 1er janvier 2024, Arvigna est catégorisée commune rurale à habitat dispersé, selon la nouvelle grille communale de densité à 7 niveaux définie par l'Insee en 2022.
Elle est située hors unité urbaine. Par ailleurs la commune fait partie de l'aire d'attraction de Pamiers, dont elle est une commune de la couronne,. Cette aire, qui regroupe 52 communes, est catégorisée dans les aires de moins de 50 000 habitants,.

### Occupation des sols

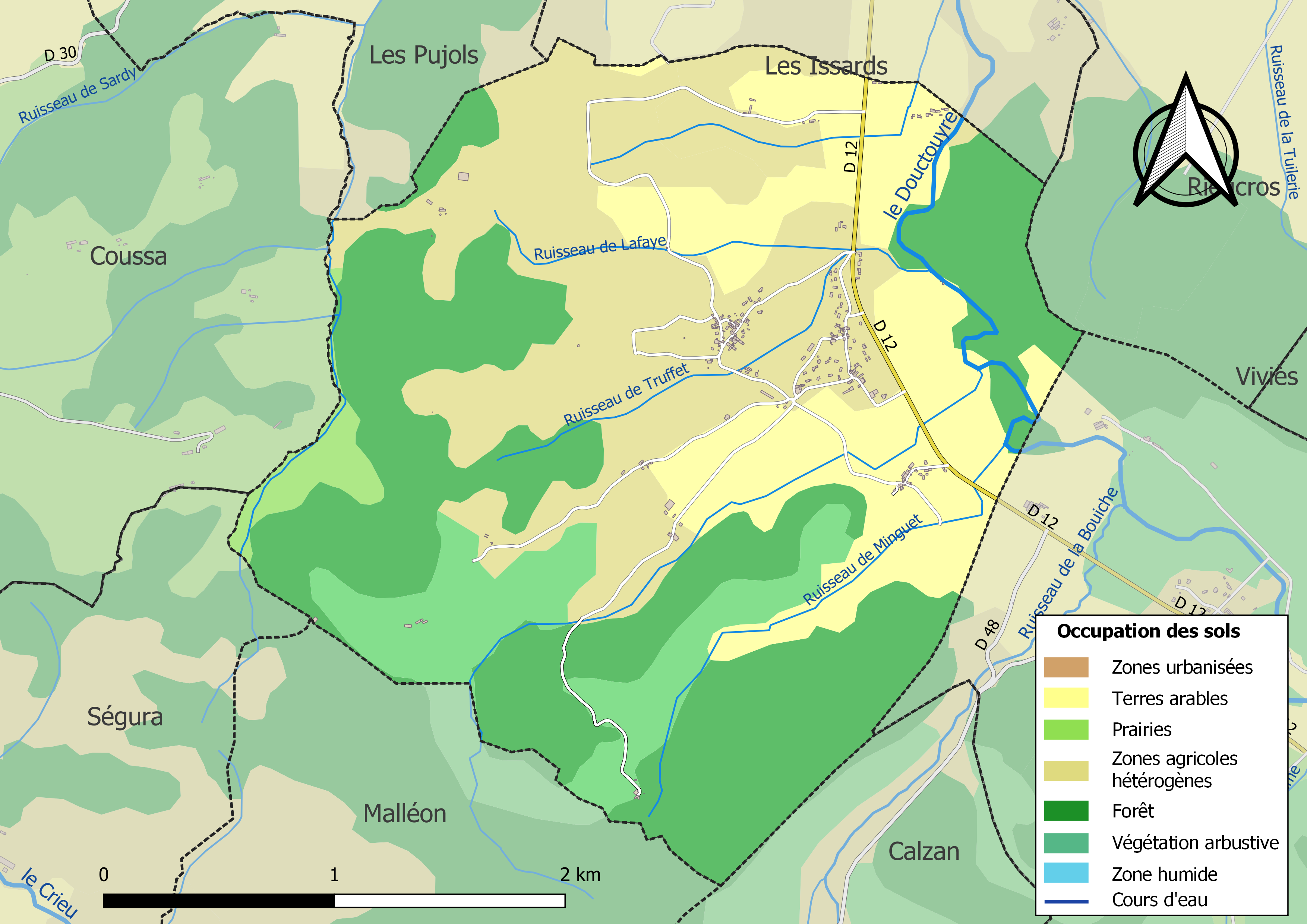
Carte des infrastructures et de l'occupation des sols de la commune en 2018 (CLC).

L'occupation des sols de la commune, telle qu'elle ressort de la base de données européenne d’occupation biophysique des sols Corine Land Cover (CLC), est marquée par l'importance des territoires agricoles (54,7 % en 2018), en diminution par rapport à 1990 (63,4 %). La répartition détaillée en 2018 est la suivante : 
forêts (38 %), zones agricoles hétérogènes (31,3 %), terres arables (21,2 %), milieux à végétation arbustive et/ou herbacée (7,3 %), prairies (2,1 %). L'évolution de l’occupation des sols de la commune et de ses infrastructures peut être observée sur les différentes représentations cartographiques du territoire : la carte de Cassini (XVIIIe siècle), la carte d'état-major (1820-1866) et les cartes ou photos aériennes de l'IGN pour la période actuelle (1950 à aujourd'hui).

### Hameaux et lieux-dits
La commune n’a pas de centre principal ; elle est disséminée en cinq hameaux (Languit, Menet, Roubichou, les Bordes, Minguet) qui entourent les bâtiments municipaux et l’école. L’église est à l’écart, sur le coteau, les autres hameaux sont au nombre de sept : le Coumel, le Château, Marty, Truffet, le Pont, Enterraine, et le Monge.

### Habitat et logement
En 2018, le nombre total de logements dans la commune était de 114, alors qu'il était de 117 en 2013 et de 100 en 2008.
Parmi ces logements, 81,5 % étaient des résidences principales, 13,2 % des résidences secondaires et 5,3 % des logements vacants. Ces logements étaient pour 98,3 % d'entre eux des maisons individuelles et pour 1,7 % des appartements.
Le tableau ci-dessous présente la typologie des logements à Arvigna en 2018 en comparaison avec celle de l'Ariège et de la France entière. Une caractéristique marquante du parc de logements est ainsi une proportion de résidences secondaires et logements occasionnels (13,2 %) inférieure à celle du département (24,6 %) mais supérieure à celle de la France entière (9,7 %). Concernant le statut d'occupation de ces logements, 78,1 % des habitants de la commune sont propriétaires de leur logement (79,3 % en 2013), contre 66,3 % pour l'Ariège et 57,5 % pour la France entière.
| Typologie                                               | Arvigna | Ariège | France entière |
| ------------------------------------------------------- | ------- | ------ | -------------- |
| Résidences principales (en %)                           | 81,5    | 65,7   | 82,1           |
| Résidences secondaires et logements occasionnels (en %) | 13,2    | 24,6   | 9,7            |
| Logements vacants (en %)                                | 5,3     | 9,7    | 8,2            |

### Risques majeurs

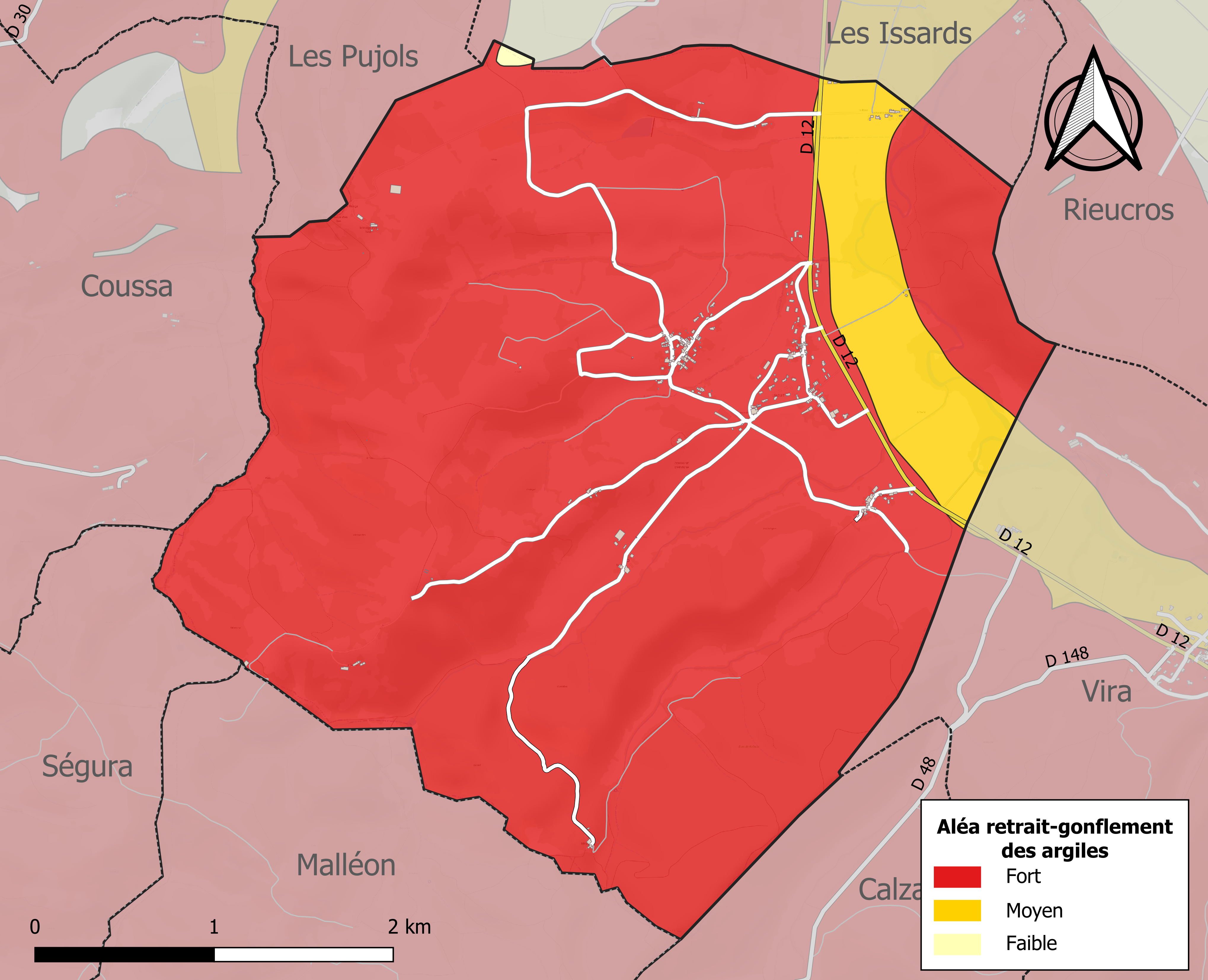
Zonage de l'aléa retrait-gonflement des argiles sur la commune d'Arvigna.

Le territoire de la commune d'Arvigna est vulnérable à différents aléas naturels : inondations, climatiques (grand froid ou canicule), mouvements de terrains et séisme (sismicité faible),.
Certaines parties du territoire communal sont susceptibles d’être affectées par le risque d’inondation par débordement, crue torrentielle d'un cours d'eau, ou ruissellement d'un versant.
Les mouvements de terrains susceptibles de se produire sur la commune sont soit des glissements de terrains soit des mouvements liés au retrait-gonflement des argiles. Près de 50 % de la superficie du département est concernée par l'aléa retrait-gonflement des argiles, dont la commune d'Arvigna. L'inventaire national des cavités souterraines permet par ailleurs de localiser celles situées sur la commune.

## Histoire
Le seigneur Arnaldus Guillelmus de Arvinhano de la famille d'Arvigna, seigneur de Dun, est attesté en 1199, le château a été détruit après la Croisade des albigeois. Des ruines non cristallisées subsistent.

## Politique et administration

### Découpage territorial
La commune d'Arvigna est membre de la communauté de communes des Portes d'Ariège Pyrénées, un établissement public de coopération intercommunale (EPCI) à fiscalité propre créé le 5 octobre 2016 dont le siège est à Pamiers. Ce dernier est par ailleurs membre d'autres groupements intercommunaux.
Sur le plan administratif, elle est rattachée à l'arrondissement de Pamiers, au département de l'Ariège, en tant que circonscription administrative de l'État, et à la région Occitanie.
Sur le plan électoral, elle dépend du canton de Pamiers-2 pour l'élection des conseillers départementaux, depuis le redécoupage cantonal de 2014 entré en vigueur en 2015, et de la deuxième circonscription de l'Ariège  pour les élections législatives, depuis le redécoupage électoral de 1986.

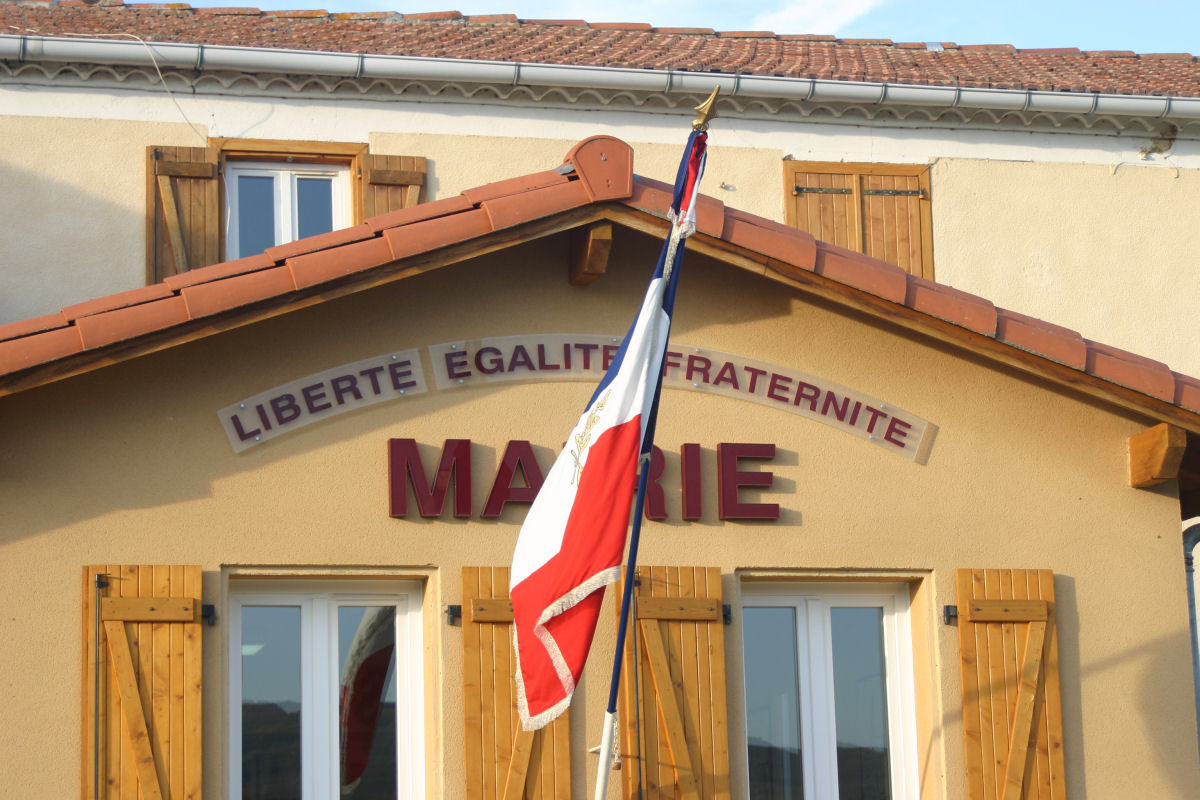
Façade de la mairie.

### Liste des maires
| Période                                  | Période    | Identité                 | Étiquette        | Qualité              |
| ---------------------------------------- | ---------- | ------------------------ | ---------------- | -------------------- |
| 1965                                     | 1977       | 14 - Georges Chaubet     | SE               |                      |
| 1977                                     | 1987       | 15 - Pierre Naudi        | SE               | Exploitant agricole  |
| 1987                                     | 1995       | 16 - André Jalibert      | SE proche du PCF | Exploitant agricole  |
| 1995                                     | 2008       | 17 - Jacques Mirouse     | PS               | Retraité             |
| 2008                                     | 23.05.2020 | 18 - Jean-François Naudi | DVG              | Exploitant agricole  |
| 23.05.2020                               | En cours   | 19 - Maxime Roubichou    | SE               | Fonctionnaire d'état |
| Les données manquantes sont à compléter. |            |                          |                  |                      |

## Démographie
| 1793 | 1800 | 1806 | 1821 | 1831 | 1836 | 1841 | 1846 | 1851 |
| ---- | ---- | ---- | ---- | ---- | ---- | ---- | ---- | ---- |
| 375  | 335  | 396  | 420  | 404  | 415  | 426  | 394  | 394  |

| 1856 | 1861 | 1866 | 1872 | 1876 | 1881 | 1886 | 1891 | 1896 |
| ---- | ---- | ---- | ---- | ---- | ---- | ---- | ---- | ---- |
| 411  | 355  | 364  | 350  | 353  | 350  | 296  | 293  | 277  |

| 1901 | 1906 | 1911 | 1921 | 1926 | 1931 | 1936 | 1946 | 1954 |
| ---- | ---- | ---- | ---- | ---- | ---- | ---- | ---- | ---- |
| 272  | 235  | 226  | 208  | 202  | 192  | 182  | 174  | 168  |

| 1962 | 1968 | 1975 | 1982 | 1990 | 1999 | 2006 | 2011 | 2016 |
| ---- | ---- | ---- | ---- | ---- | ---- | ---- | ---- | ---- |
| 146  | 132  | 127  | 154  | 149  | 156  | 184  | 225  | 227  |

| 2021 | 2022 | - | - | - | - | - | - | - |
| ---- | ---- | - | - | - | - | - | - | - |
| 230  | 237  | - | - | - | - | - | - | - |

## Vie locale

### Enseignement
C'est le regroupement pédagogique intercommunal (RPI) de la vallée du Douctouyre qui réunit les communes de Arvigna, Calzan, Vira, Dun, Lieurac et le Carla-de-Roquefort.
Cinq classes primaires sont ouvertes, dont une à Arvigna avec un service de cantine et un CLAE, et un centre de loisir qui fonctionne les mercredis et pendant les vacances à Dun.

### Associations

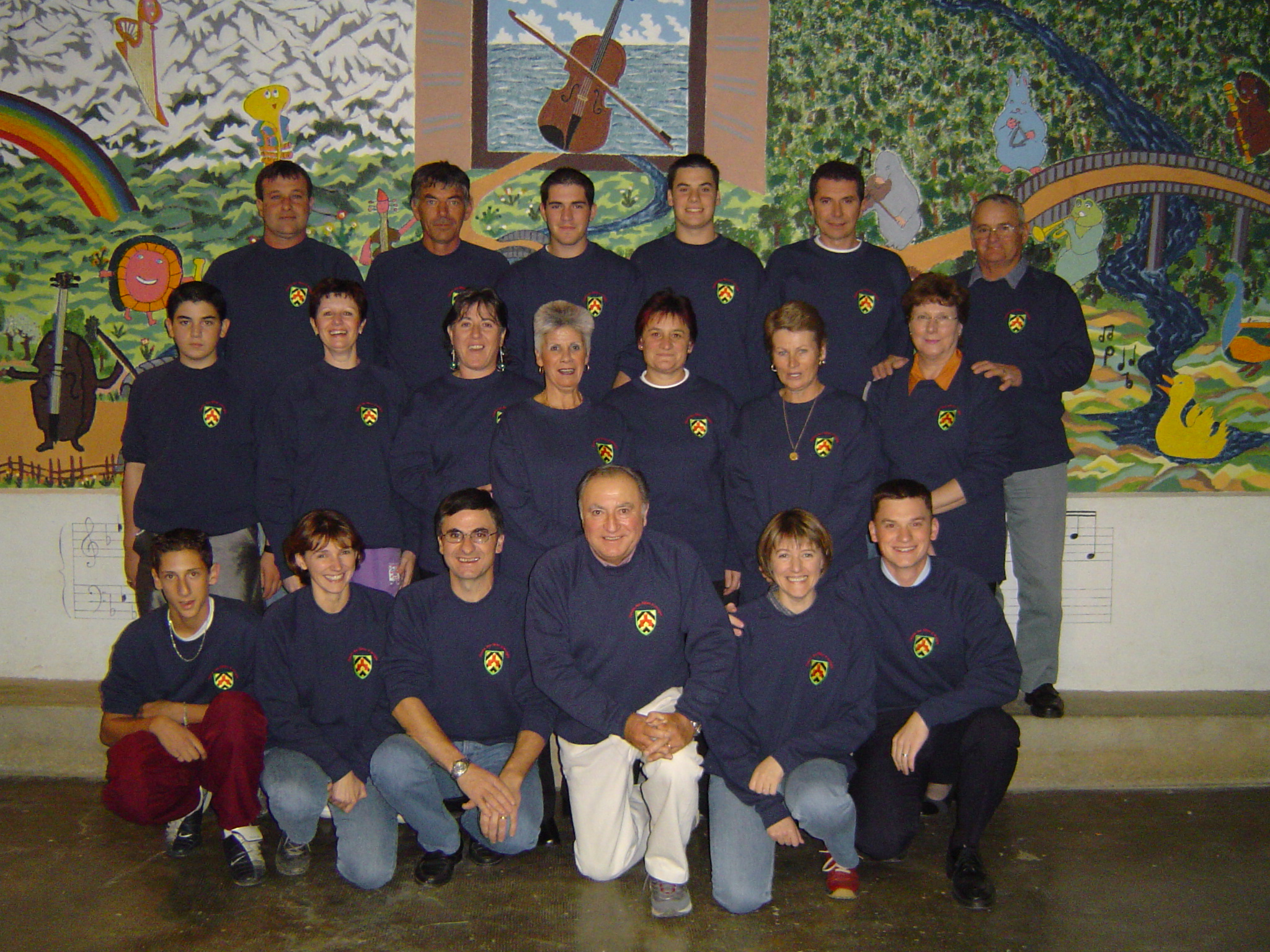
Équipe du Comité des fêtes d'Arvigna.

- Le comité des fêtes : avec diverses animations annuelles, fêtes locales et feu d'artifice, le comité des fêtes de la commune regroupe beaucoup d'habitants de la commune et d'ailleurs, jeunes et moins jeunes.
- Association communale de Chasse agréée d'Arvigna, rattachée à l'AICA des 3 Vallées.
- Association « Histoire et Patrimoine d'Arvigna ».
- Groupe de marche : « Les Caminaïres ».

## Économie

### Revenus
En 2018, la commune compte 91 ménages fiscaux, regroupant 204 personnes. La médiane du revenu disponible par unité de consommation est de 22 460 € (19 820 € dans le département).

### Emploi
| Division       | 2008  | 2013   | 2018   |
| -------------- | ----- | ------ | ------ |
| Commune        | 9,6 % | 4,8 %  | 6,3 %  |
| Département    | 8,9 % | 11,1 % | 11,2 % |
| France entière | 8,3 % | 10 %   | 10 %   |

En 2018, la population âgée de 15 à 64 ans s'élève à 138 personnes, parmi lesquelles on compte 77,6 % d'actifs (71,3 % ayant un emploi et 6,3 % de chômeurs) et 22,4 % d'inactifs,. En  2018, le taux de chômage communal (au sens du recensement) des 15-64 ans est inférieur à celui de la France et du département, alors qu'en 2008 la situation était inverse.
La commune fait partie de la couronne de l'aire d'attraction de Pamiers, du fait qu'au moins 15 % des actifs travaillent dans le pôle,. Elle compte 38 emplois en 2018, contre 27 en 2013 et 21 en 2008. Le nombre d'actifs ayant un emploi résidant dans la commune est de 101, soit un indicateur de concentration d'emploi de 37,3 % et un taux d'activité parmi les 15 ans ou plus de 63,7 %.
Sur ces 101 actifs de 15 ans ou plus ayant un emploi, 33 travaillent dans la commune, soit 32 % des habitants. Pour se rendre au travail, 77,1 % des habitants utilisent un véhicule personnel ou de fonction à quatre roues, 1,9 % les transports en commun, 7,6 % s'y rendent en deux-roues, à vélo ou à pied et 13,3 % n'ont pas besoin de transport (travail au domicile).

### Activités hors agriculture
11 établissements sont implantés  à Arvigna au 31 décembre 2019.
Le secteur des activités spécialisées, scientifiques et techniques et des activités de services administratifs et de soutien est prépondérant sur la commune puisqu'il représente 36,4 % du nombre total d'établissements de la commune (4 sur les 11 entreprises implantées  à Arvigna), contre 13,2 % au niveau départemental.

### Tourisme
Deux gîtes ruraux, un sentier de randonnée pédestre ou VTT de 7 km, un sentier Terre de Fraternité (maquisards et guérilleros) au départ du hameau de Minguet, ainsi que l'emplacement d’un ancien château cathare (non valorisé).

### Agriculture
|                                   | 1988 | 2000 | 2010 |
| --------------------------------- | ---- | ---- | ---- |
| Exploitations                     | 18   | 10   | 8    |
| Superficie agricole utilisée (ha) | 591  | 639  | 497  |

La commune fait partie de la petite région agricole dénommée « Coteaux de l'Ariège ». En 2010, l'orientation technico-économique de l'agriculture  sur la commune est la production de céréales et oléoprotéagineux. Huit exploitations agricoles ayant leur siège dans la commune sont dénombrées lors du recensement agricole de 2010 (douze en 1988). La superficie agricole utilisée est de 497 ha.

## Culture locale et patrimoine

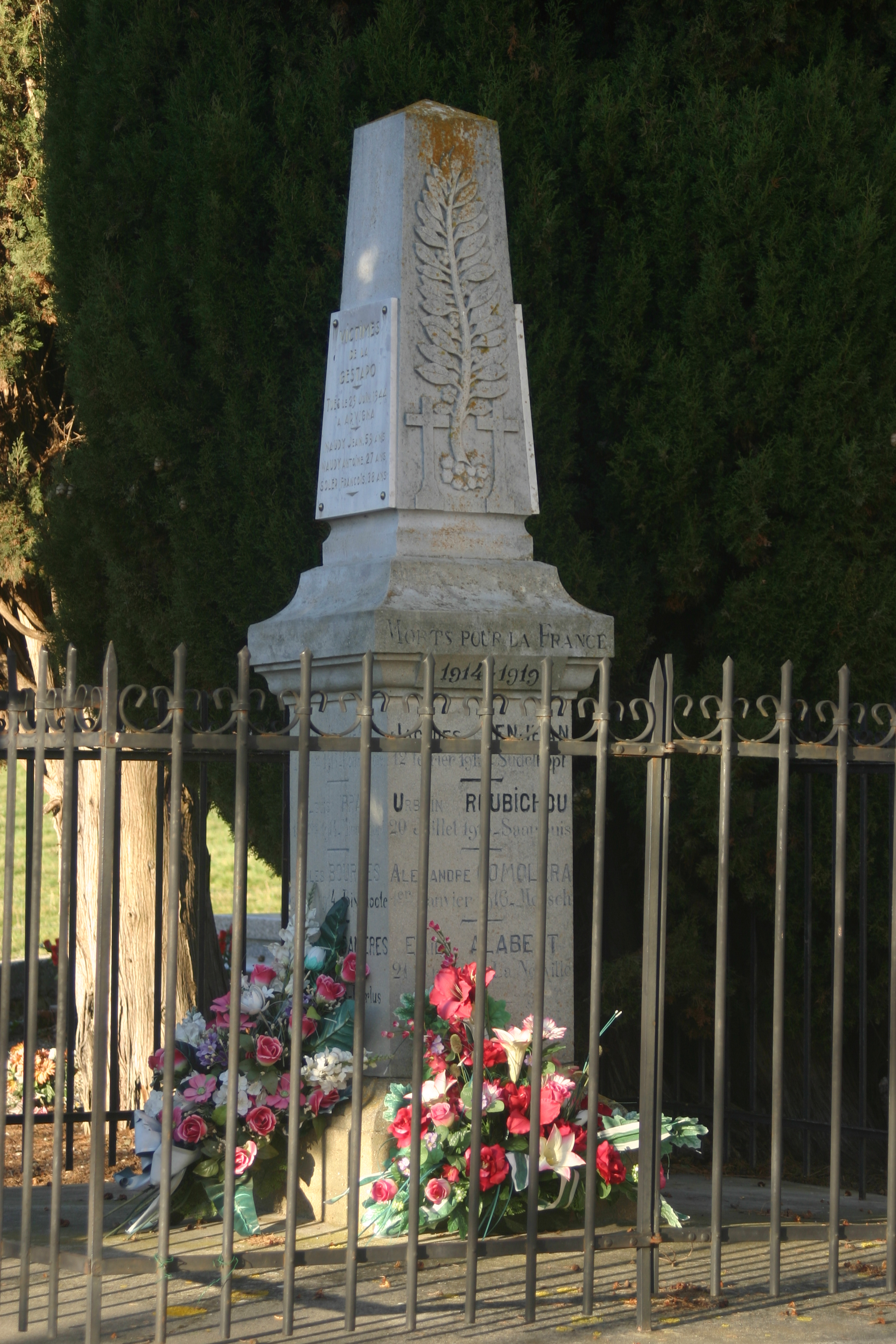
Le monument aux morts.

### Lieux et monuments

#### Église médiévale fortifiée desXIVeetXVIIIesiècles
L'église paroissiale Saint-Vincent et Saint-Martial se caractérise par un clocher-mur à trois baies. Le 12 janvier 2019, une nouvelle cloche de 115 kg coulée par la fonderie Paccard a rejoint les cloches anciennes de 1503 et 1606.

L'église, qui pourrait dater du Moyen Âge puis reconstruite vers les XVIIIe, XIXe et XXe siècles, est répertoriée par la base Mérimée.

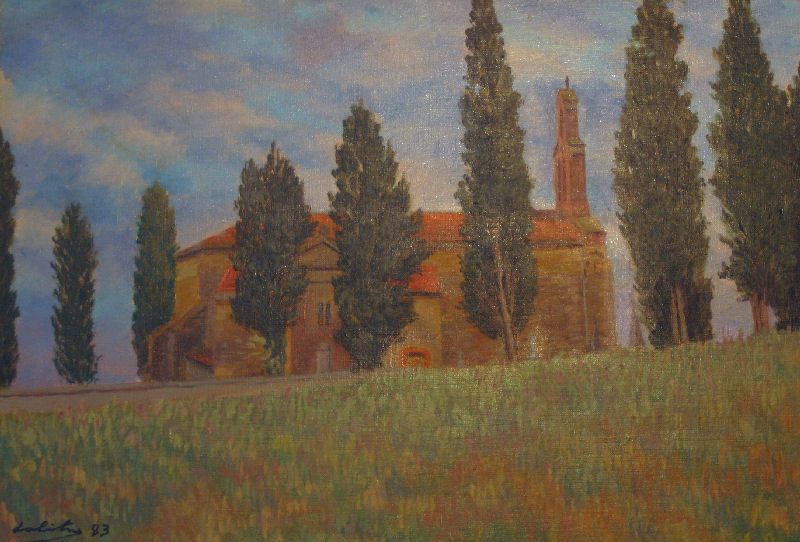
Église d'Arvigna peinte par R. Labitrie (1983).
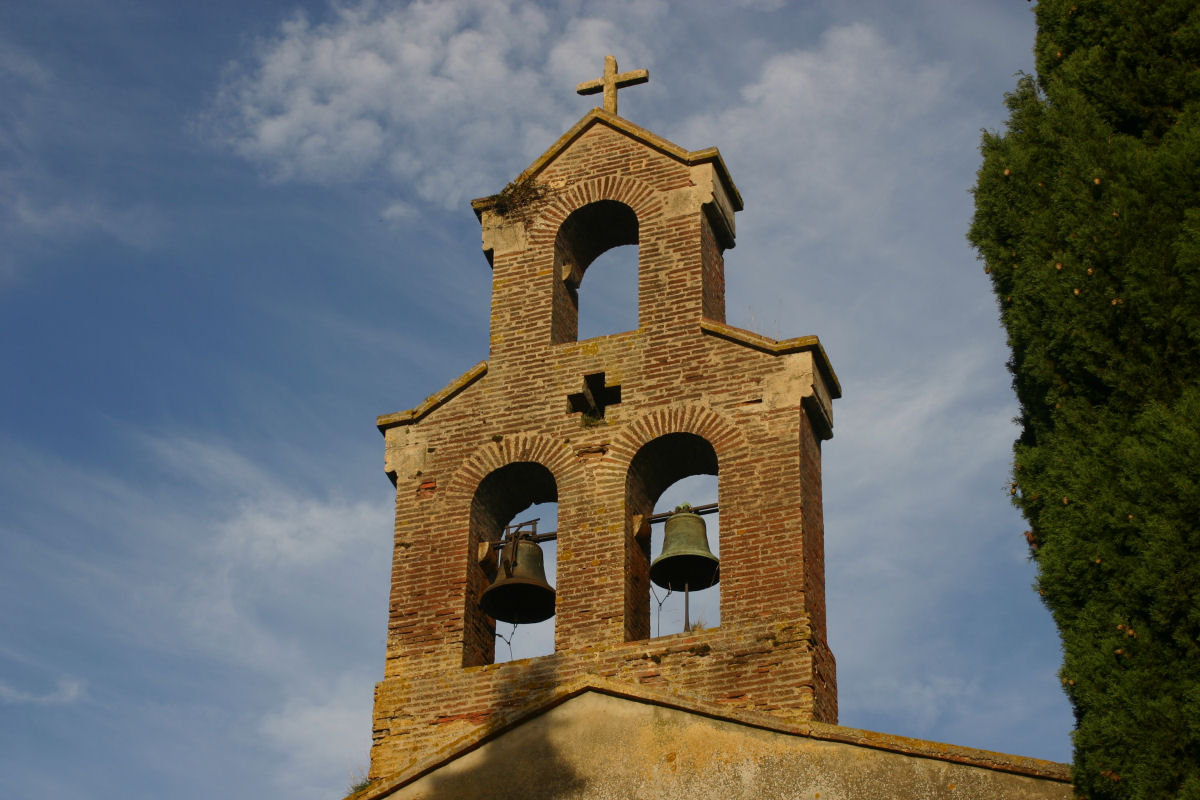
Clocher-mur à trois arcades.

#### Monument aux morts
Ce monument commémoratif rend hommage aux Arvignanaises et Arvignanais morts pour la France lors de la Première Guerre (1914-1918) et la Seconde Guerre mondiale (1939-1945).
Ce monument se situe dans l'enceinte de l'église fortifiée du village.

### Héraldique
| Blason de Arvigna | Blason  | D'or à trois chevrons haussés celui en chef écimé mouvant du sommet de l'écu, tous de sable; à une porte de ville donjonnée de gueules ouverte et ajourée du champ brochante; à la filière de sinople. |
| Blason de Arvigna | Détails | Sur le site |

## Pour approfondir